# Ruizite
La ruizite è un minerale.